# Marie Brožová
Marie Brožová (14. září 1901 Hustopeče nad Bečvou – 26. září 1987 Praha) byla česká filmová a divadelní herečka.

## Život
Jejími rodiči byli venkovští herci Karel a Kateřina Brožovi, bratr Antonín se také rozhodl pro divadelní dráhu. Začínala u kočovných společností, v letech 1921 až 1926 hrála v Národním divadle v Brně. Provdala se za architekta Karla Lhotu (21. červenec 1925) a vystupovala pod jménem Marie Lhotová, v manželství se narodil syn Libor Lhota, a dcera Dagmar Lhotová, manželství však skončilo v roce 1936 rozvodem. V letech 1926 až 1931 vystupovala v Městském divadle v Plzni, odkud v roce 1931 přišla ještě jako Marie Lhotová do Prahy a v letech 1931 až 1963 byla členkou souboru Divadla na Vinohradech.
Od roku 1945 byla podruhé vdaná za režiséra Bohuše Stejskala, manželství bylo v roce 1949 rozvedeno.

## Ocenění
- 1961 Vyznamenání Za vynikající práci
- 1966 titul zasloužilá umělkyně

## Divadelní role, výběr
- 1931 Maxim Gorkij: Na dně, Nataša, Divadlo na Vinohradech, režie Jan Bor
- 1931 František Langer: Andělé mezi námi, Lída, Divadlo na Vinohradech, režie Jan Bor
- 1932 Ernst Raupach: Mlynář a jeho dítě, Marie, Divadlo na Vinohradech, režie Jan Port
- 1936 Gregorio a Maria Martinez–Sierra: Píseň kolébky, Sestra Konstancie, Komorní divadlo, režie František Salzer
- 1938 Luigi Pirandello: Dnes večer improvizujeme, Mommina, Komorní divadlo, režie Bohuš Stejskal
- 1940 Molière: Misantrop, Celimena, Divadlo na Vinohradech, režie Bohuš Stejskal
- 1944 Ernst Hardt: Blázen Tantris, Isot (Isolda), Divadlo J. K. Tyla, režie Jan Škoda j. h.
- 1947 Karel Čapek: Věc Makropulos, Emilia Marty, Komorní divadlo, režie Bohuš Stejskal
- 1950 A. D. Popov: Rodina, Leninova matka, Divadlo československé armády, režie Otto Haas
- 1951 Alois Jirásek: Jan Hus, Marta, Divadlo československé armády, režie Otto Haas
- 1957 Jiří Procházka: Svítání na vodami, Ústřední divadlo československé armády, režie Jan Strejček

## Filmografie
- Advokát chudých (1941)
- Jan Cimbura (1941)
- Turbina (1941)
- Řeka čaruje (1945)
- Předtucha (1947)
- Divá Bára (1947)
- Pan Habětín odchází (1947)
- Causa králík (1979)
- Sanitka (1984)
- Vlak dětství a naděje (1985)
- Lev s bílou hřívou (1986)